# Bocianská dolina
Bocianská dolina je 16 km dlouhá dolina na Liptově. Odděluje dva geomorfologické podcelky Nízkých Tater: Ďumbierské Tatry na západě a Kráľovohoľské Tatry na východě.
Začíná pod sedlem Čertovica, probíhá přibližně směrem na sever a vyúsťuje u obce Kráľova Lehota do Liptovské kotliny. Dolinou v horní části protéká nejprve krátký potok Čertovica, který následně ústí do Boce (protéká sousední Starobocianskou dolinou). V dolině leží tři obce: Vyšná Boca, Nižná Boca a Malužiná. Kromě zmíněné Starobocianské doliny do Bocianské doliny vyúsťují také další boční doliny: Podvrch a Malužinská dolina zprava, Svidovská a Michalovská dolina zleva.
Dolinou prochází významná silniční spojnice Horního Pohroní a Liptova - silnice I/72. Dolina je významnou oblastí cestovního ruchu s početnými ubytovacími a stravovacími zařízeními. Zachovaná dřevěná a zděná architektura se postupně mění na rekreační objekty. Obraz doliny dotvářejí početné dřevěné seníky, hlavně ve střední části doliny.